# Большая Шеньга
Большая Шеньга — река в России, протекает по территории Виноградовского и Холмогорского районов Архангельской области. Длина реки — 79 км.
Начинается из болота глубиной 1,2 метра, лежащего посреди елово-берёзового леса на высоте около 144 метров над уровнем моря. От истока течёт на юг через елово-сосновую тайгу, осиново-еловый и берёзовый лес. В нижнем течении правобережье реки заболочено (болота Вигорское, Большое, Ижмозерское). Устье реки находится в 325 км по правому берегу реки Северная Двина напротив острова Богачёв у пристани Репинова Слудка. Ширина реки в низовьях — 28 метров, глубина — 2 метра; в среднем течении — 10 и 1,2 соответственно.

## Притоки
Объекты перечислены по порядку от устья к истоку.
- 2 км: Берёзовка[3] (лв)
- 9 км: Калисара[3] (лв)
- Павчий[3] (лв)
- 26 км: Шастозерская Каменка[3] (лв)
- 33 км: Моржегорская Каменка[3] (лв)
- 35 км: Каменный[3] (лв)
- 57 км: Каменка[3] (лв)

## Данные водного реестра
По данным государственного водного реестра России относится к Двинско-Печорскому бассейновому округу, водохозяйственный участок реки — Северная Двина от впадения реки Вага и до устья, без реки Пинега, речной подбассейн реки — Северная Двина ниже места слияния Вычегды и Малой Северной Двины. Речной бассейн реки — Северная Двина.